# Hyobanche barklyi
Hyobanche barklyi är en snyltrotsväxtart som beskrevs av Nicholas Edward Brown. Hyobanche barklyi ingår i släktet Hyobanche och familjen snyltrotsväxter. Inga underarter finns listade i Catalogue of Life.